# ميك كاشمان
ميك كاشمان (بالإنجليزية: Mick Cashman)‏ هو لاعب قذف أيرلندي، ولد في 1931 في Blackrock, Cork ‏ في جمهورية أيرلندا، وتوفي في 1990.